# Estação Ferroviária de Cacia
A Estação Ferroviária de Cacia é uma interface da Linha do Norte, que serve a localidade de Cacia, em Portugal.

## Descrição

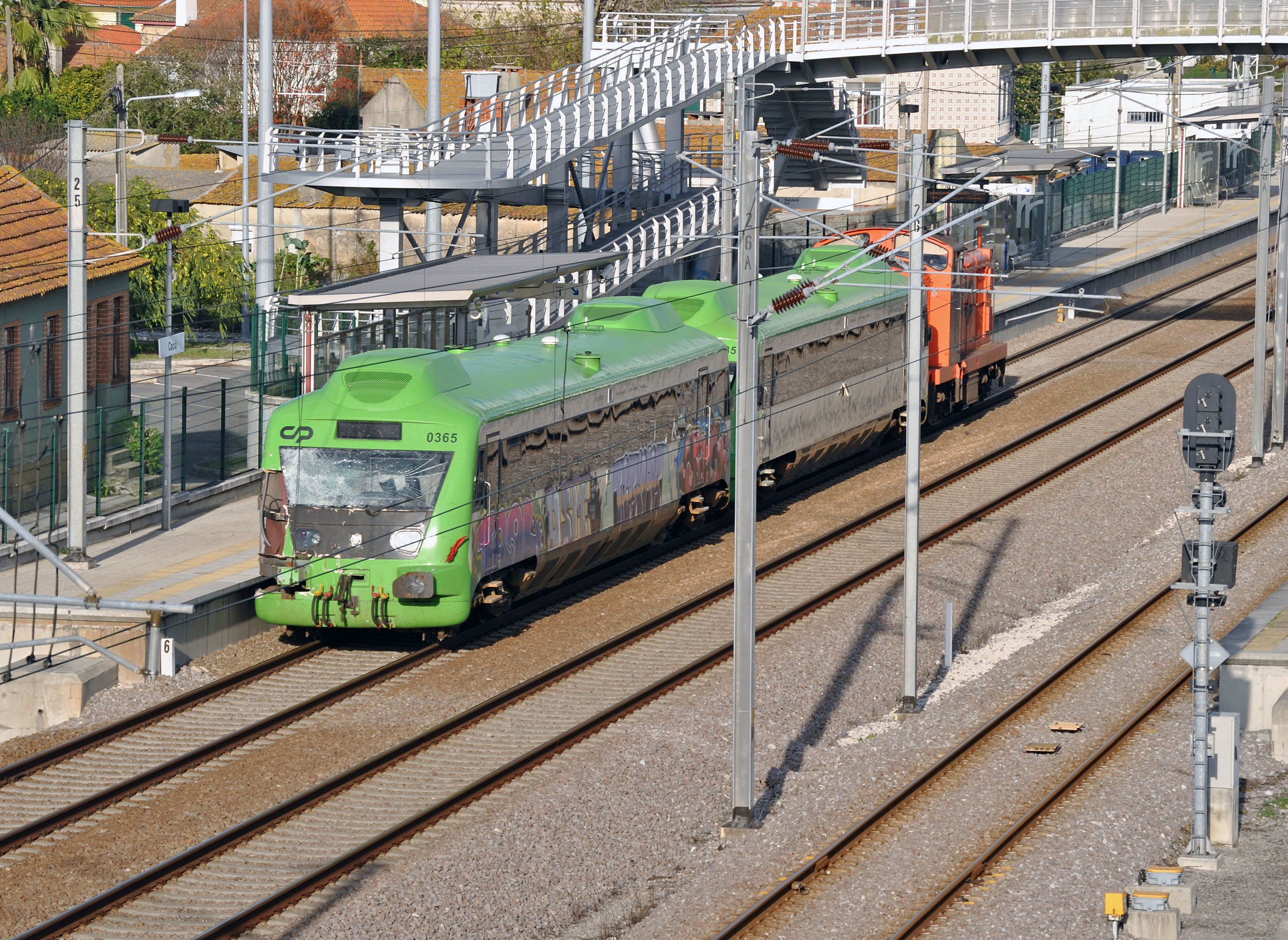
Comboio especial a passar por Cacia, rebocando duas automotoras acidentadas até Contumil, em 2010.

### Caraterização física
A estação localiza-se junto à localidade de Cacia, possuindo acesso pelo Largo da Estação dos Caminhos de Ferro.

### Infraestrutura
Em Janeiro de 2011, apresentava quatro vias de circulação, com comprimentos entre os 1379 e 228 m; as plataformas tinham 219 m de extensão e 90 cm de altura. Nesta estação insere-se na rede ferroviária o ramal particular Cacia-Portucel.

### Serviços
A estação é servida por comboios de passageiros da tipologia Urbano, geridos pela divisão do Porto da operadora Comboios de Portugal.

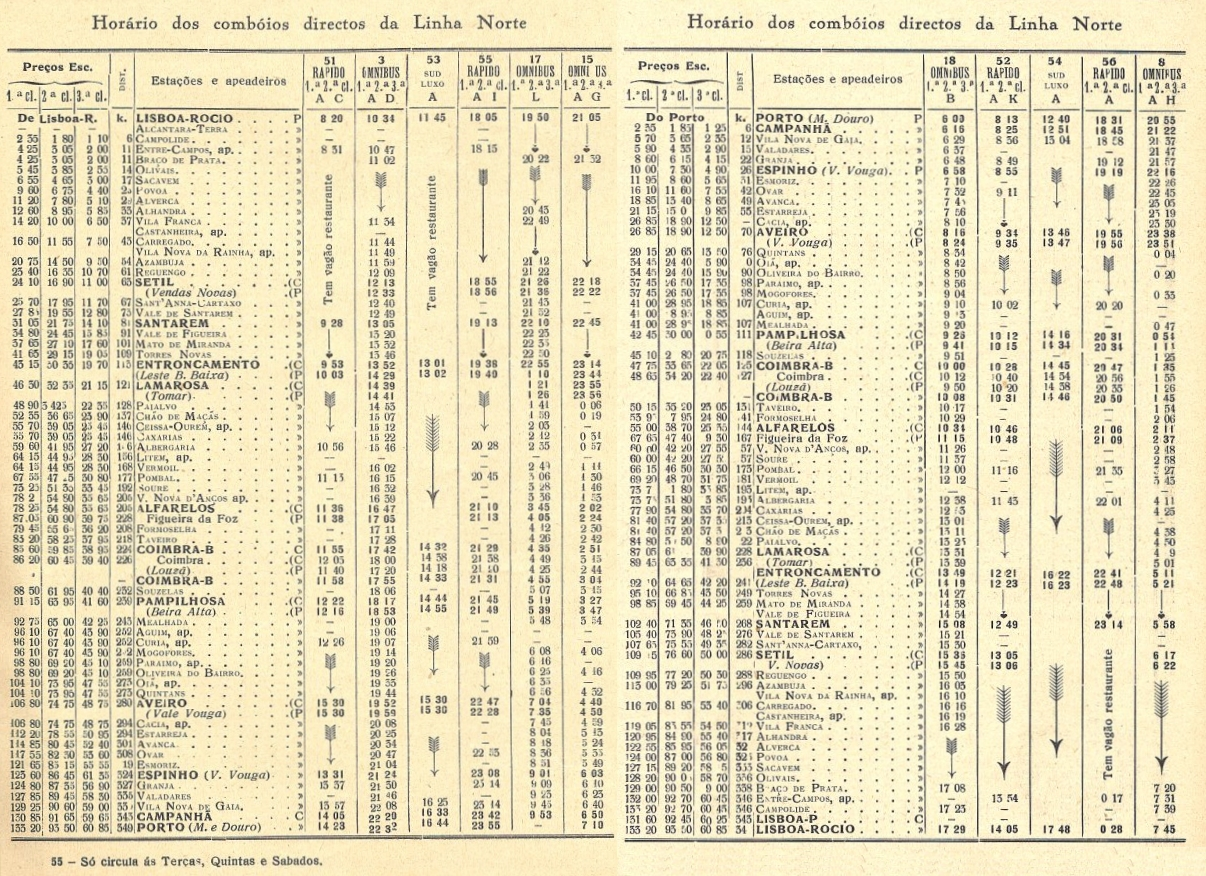
Horário de 1933, onde Cacia aparece com a categoria de apeadeiro.

## História

### Século XIX
A estação de Cacia situa-se no lanço da Linha do Norte entre Estarreja e Taveiro, que foi aberto pela Companhia Real dos Caminhos de Ferro Portugueses em 10 de Abril de 1864.
Em 1 de Agosto de 1899, a Gazeta dos Caminhos de Ferro noticiou que nesse dia iria entrar ao serviço a gare ferroviária de Cacia, com a categoria de apeadeiro, e apenas para o transporte de passageiros em grande velocidade.

### Século XX
Em 1926, esta interface ainda apresentava a classificação de apeadeiro. Em 1955, esta era uma das interfaces portuguesas com mais movimento nos seus ramais, tendo sido expedidos 37 392 t em 2187 vagões e recebidas 35 010 t em 2329 vagões. Ainda assim, mantinha o estatuto de apeadeiro, que manteve até à década de 1980.

## Leitura recomendada
- Ligação Ferroviária ao Porto de Aveiro. Lisboa: Rede Ferroviária Nacional. 2009. ISBN 978-972-98557-6-4